# Sécheresse oculaire
 Mise en garde médicale
La sécheresse oculaire, ou « syndrome de l'œil sec » est un type d'affection touchant le système lacrymal chez l'humain ou chez l'animal. Ce syndrome peut être congénital ou acquis. En rapport avec une carence en rétinol, il a pour conséquence une « xérophtalmie ».

L'œil sec est une maladie multifactorielle des larmes et de la surface oculaire qui résulte en des symptômes d'inconfort, de perturbation visuelle et instabilité du film lacrymal avec des dommages potentiels à la surface oculaire. Il est accompagné par une osmolarité accrue du film lacrymal et une inflammation de la surface oculaire. » L'osmolarité lacrymale a été reconnue comme étant le biomarqueur le plus fiable pour la détection.
Cette maladie de l'œil résulte de la sécrétion par les glandes lacrymales de larmes en quantité ou parfois en qualité inadéquates. Les deux yeux sont en général touchés, entraînant beaucoup d'inconfort, des douleurs, des brûlures, des démangeaisons et une vision brouillée. On ressent une fatigue des yeux après une courte période de lecture. Le syndrome de l’œil sec est surtout très dangereux car sans protection, la cornée se voit agressée par le soleil, la poussière, la pollution, et des ulcères se forment alors, ce que l'on nomme la kératite (inflammation de la cornée) ponctuée (car ponctuée d'ulcères). Un ulcère passant dans le fond de l’œil s'avère des plus sévère et des recherches montrent que la xérophtalmie sévère et congénitale est, devant le glaucome congénital, la première cause de cécité dans le monde.

## Épidémiologie
Si les plaintes sont de plus en plus fréquentes, il faut opérer une différence entre la sensation transitoire d'avoir des yeux secs (pendant une courte durée) et un syndrome sec qui est une affection chronique et objectivée par plusieurs tests médicaux fiables. Dans le cas d'une xérophtalmie avérée, elle dépend de la prévalence des maladies la provoquant ainsi que du lieu de vie des patients. Sa prévalence est logiquement plus élevée dans les pays à fortes chaleurs ou dans les pays de plus en plus pollués. La prévalence pourrait aller jusqu'à atteindre 33 % en Extrême-Orient bien que rien ne permettent de dire s'il s'agisse d'un sentiment de gêne ou d'une véritable xérophtalmie qui aurait fini par se développer. Cette prévalence est d'environ 14 % aux États-Unis, plus importante chez la femme, les porteurs de lentilles de contact et chez les allergiques.

## Symptômes
Un syndrome sec se traduit par la pénible sensation d'yeux secs. Il commence par l'impression d'avoir des grains de sable dans les yeux puis évolue vers des douleurs de brûlures.
- Irritations/rougeurs
- assèchement complet de l’œil qui ne pleure plus
- Larmoiements (si le syndrome sec vient d'une mauvaise qualité du film lacrymal)
- Démangeaisons
- Fatigue oculaire survenant de plus en plus rapidement
- Sensation de grain de sable au début de la maladie
- photosensibilité ou photophobie dans les formes sévères
- vue altérée ou flou visuel pendant les poussées d'ulcères (les kératites ponctuées superficielles) mais aussi en absence de lésion[4].
- Brûlures et douleurs d'intensité variable et pouvant être extrême, jusqu'à nécessiter la mise sous morphine d'un patient pendant une poussée sévère

Le syndrome sec étant rarement isolé, il sera lié à une pathologie dont les autres symptômes pourront aussi se répercuter sur les yeux ou accroître la sévérité des symptômes oculaires déjà présents.

## Conséquences
L'importance des symptômes n'est aucunement en rapport avec les lésions constatées à l'examen ophtalmonogique.
Un déficit de protection lacrymale peut entraîner, dans le cas d'une xérophtalmie déjà avancée et sévère, ce que l'on appelle une « kérato-conjonctivite sèche », « kératite sèche » ou « keratitis sicca », « kératoconjonctivite sicca » (KCS), etc.. La kératite sèche est donc une autre pathologie consécutive au syndrome sec oculaire. Il ne faut pas les confondre car tout syndrome sec n'entraine pas de kératites (inflammation de la cornée). Les kératites ne se produisent que si la xérophtalmie est déjà à un stade très avancé et sévère. Chez certains patients atteints d'un SED (Syndrome d'Ehlers-Danlos) avec des manifestations oculaires très lourdes et invalidantes, une simple exposition au soleil d'une heure ou deux sans lunettes fermées sur les côtés suffira à brûler la cornée et à provoquer des ulcères.
Les kératites ont deux types évolutifs, soit par crises (non dégénératives), soit par poussées (dégénératives). L'on parle davantage de poussées dont la longueur et la sévérité varient selon certains facteurs ou selon les patients. Il existe de nombreux types de kératites, la plus dangereuse étant la « kératite ponctuée superficielle » (l'adjectif « ponctuée » car ponctuée d'ulcères, et « superficielle » car placée sur la surface de l’œil). Si un ulcère passe dans le fond de l’œil, la sonnette d'alarme doit être tirée car le patient peut se voir amputé de 50 % de sa vue si l'ulcère n'est pas rapidement opéré ou soigné selon les possibilités adaptées. Des retards de cicatrisation et des lésions résiduelles des ulcères sont aussi à craindre. La conséquences seront aussi une perte de l'acuité visuelle, myopie grossissante, presbytie, etc.
Une poussée de kératite ponctuée entraîne un assèchement oculaire plus fort, une baisse d'acuité visuelle, une opacification de la cornée, une destruction de la cornée, etc. L' opacification grandissante de la cornée mène à la cécité et la destruction de la cornée provoquera la destruction des globes oculaires (afflux sanguin dans le cerveau et nécessité d'énucléer les yeux pour tenter de sauver le patient dont le pronostic vital sera lourdement engagé. Mais de tels cas surviennent très rarement. Il faut à tout prix rassurer les patients, un syndrome de Gougerot-Sjögren n'a jamais rendu aveugle. Les formes sévères pourront se rencontrer davantage dans le syndrome d'Ehlers-Danlos de type III, IV, VI et VII, avec pour ces deux derniers, la destruction ou perforation de la cornée faisant partie de leurs caractéristiques.

## Causes et facteurs de risque
Elles peuvent être multiples.
Le syndrome peut être en partie héréditaire. Elle est l'un des grands symptômes du syndrome d'Ehlers-Danlos, une maladie génétique très rare avec de nombreux déficits hormonaux dont un déficit en une hormone, le rétinol, indispensable pour les yeux, les glandes lacrymales, les os, le système endocrinien, etc.
La deuxième cause est dite "acquise". Toute inflammation oculaire peut provoquer ce symptôme. Rarement, le syndrome sec peut être provoqué par une pathologie qui assèche les glandes lacrymales (et d'autres zones du corps) comme le syndrome de Gougerot-Sjögren dont il est l'une des grandes manifestations au point que l'on a assimilé le syndrome sec au syndrome de Gougerot, alors qu'il existe des syndromes secs. La cause peut aussi venir de maladies auto-immunes (polyarthrite rhumatoïde, lupus érythémateux disséminé, vascularite, thyroïdite ) au cours desquelles le système immunitaire attaque les glandes lacrymales
Sont aussi reconnus des facteurs biologiques (les glandes lacrymales vieillissent comme tous les autres organes), sociétaux (selon le mode de vie et de travail de la personne) et environnementaux. Les expositions prolongées aux sources lumineuses (exposition au soleil, écrans de télévision, d'ordinateur, de tablette et téléphone, ce qui pourrait diminuer le clignement des paupières) ou à des éléments dans l'air (poussières, fins copeaux de bois, produits chimiques, particules fines, pesticides et toutes substances libérées par le tabagisme). Il se voit en cas de privation de sommeil.
Le syndrome est favorisé par le traitement hormonal substitutif de la ménopause, ce dernier diminuant la production de larmes. Il est plus courant en cas de chute de la paupière inférieure et dans les maladies neurologiques perturbant le clignement oculaire. Il est fréquent en cas de réaction du greffon contre l'hôte (complication de certaines transplantations), touche le diabétique et est un effet secondaire de certains traitements, qu'ils soient de type anticholinergique ou non.

## Mécanismes
La sécheresse oculaire est due à une insuffisance de sécrétion de larmes, ou à une mauvaise qualité de production des larmes (syndrome alors léger). Congénitale et sévère dans une forme avancée d'un syndrome d'Ehlers-Danlos qui provoque des lésions irréversibles sur les glandes lacrymales, ou acquise et modérée dans un syndrome de Goujerot-Sjögren qui attaque les glandes, la souffrance de ces patients est renforcée par les facteurs sociétaux et environnementaux précédemment expliqués, sans compter certaines périodes de l'année comme l'été ou le syndrome sec est renforcé par l'évaporation du peu de larmes ou des produits de substitutions.

### Hyper-évaporation des larmes
Parfois, la sécheresse oculaire pourrait être liée à une hyper-évaporation des larmes qui sont pourtant produites en quantité suffisante. Ce cas est le plus fréquent.
L'hyper-évaporation des larmes peut être due à un dysfonctionnement des glandes de Meibomius ou à une altération de la couche lipidique du film lacrymal qui ne remplit pas son rôle anti-évaporatif. L'altération de la couche lipidique du film lacrymal peut être due au port de lentilles, au travail sur écrans, à la pollution ou au vieillissement. La prévalence du syndrome de l’œil sec est estimée entre 15 et 20 % de la population âgée de plus de 65 ans. Les formes modérées et sévères (impliquant une kératite ou kératoconjonctivite sèche) représenteraient 25 à 30 % des cas.

### Dysfonctionnement des glandes lacrymales
La sécheresse oculaire est principalement liée à un dysfonctionnement des glandes lacrymales et donc à un manque de larmes. Soit celles-ci sont attaquées ou leur fonctionnement est bloqué, comme dans une maladie autoimmune, soit c'est le tissu conjonctif des glandes lacrymales qui est malade dans un syndrome d'Ehlers-Danlos. Le tissu conjonctif des glandes est criblé de lésions et empêche alors ces dernières de fonctionner.

## Diagnostic

### Test de Schirmer
Le test de Schirmer consiste à positionner une bandelette de papier filtre sur la paupière inférieure. Après 5 minutes on mesure la longueur de la zone humide. La valeur reconnue comme seuil est discutée. Elle se place de 5 mm à 15 mm. Au-delà de 20 mm la sécrétion est considérée comme normale.

### TBUT
Le Tear Break Up Time (TBUT) est la mesure du temps de rupture du film lacrymal. C'est-à-dire que l'on observe à la lampe à fente la durée durant laquelle le film lacrymal parvient à recouvrir de manière homogène et cohérente la surface oculaire. La visualisation est facilitée par l'instillation d'une goutte de fluorescéine. Un TBUT normal est considéré comme supérieur à 10 secondes. C’est le test le plus fréquemment pratiqué par le praticien de par sa rapidité d’exécution et sa simplicité.
Il n’est pas rare d’obtenir des résultats contradictoires entre les tests de Schirmer et le TBUT. En effet, un patient peut avoir un Schirmer faible (signe de sécheresse oculaire) et un TBUT normal.

### Test TearLab
Le test d'osmolarité TearLab est le dernier né des tests pour la détection de la sécheresse oculaire. Il est basé sur la mesure de l’osmolarité qui est la concentration en salinité des larmes. Il permet de déterminer avec plus de précision que les tests « habituels » la présence ou non de la sécheresse oculaire et d’en déterminer la sévérité, notamment pour les cas précoces et asymptomatiques.
Le praticien vient collecter 50 µL de larmes dans le cul-de-sac à l’aide une tête de prélèvement. La mesure se fait en 1 à 5 secondes.
La mesure de l'osmolarité du ﬁlm lacrymal pourrait bien être le test objectif le plus important pour le diagnostic de l'œil sec.

### Test à la fluorescéine
Ce test se pratique lorsqu'il y a suspicion ou déjà diagnostic d'un syndrome sec sévère. Il s'agit d'instiller une faible quantité de fluorescéine dans le cul-de-sac de l'œil. Cette dernière se fixera sur les cellules abimées de l’épithélium. Plus la coloration est importante, plus le syndrome sec est important. La fluorescéine permettra ainsi de faire émerger distinctement les ulcères (s'il y en a) qui apparaissent de couleur brune.

## Traitements
La prise en charge de syndrome a fait l'objet de la publication de plusieurs recommandation. Celles, anglaises, datent de 2012, celles, canadiennes, de 2015, celles, américaines, de 2019.

### Mesures hygiéno-diététiques
Il faut s'assurer d'un sommeil suffisant, de l'arrêt du tabagisme, de réduire l'exposition à l'air conditionné. Une réduction de l'exposition aux écrans peut diminuer les symptômes. 
L'hygiène des paupières permet de diminuer la prolifération bactérienne et de diminuer le risque d'obturation des glandes lacrymales. On peut également fermer les canaux lacrymaux et empêcher l'écoulement de larmes grâce à de minuscules bouchons de silicone amovibles.

### traitement d'une cause retrouvée
Une insuffisance de sécrétion des glandes de Meibonius peut être amélioré par l'application de compresses chaudes.
Une blépharite peut nécessiter l’administration locale d'antibiotiques.

### Collyres
Il existe des collyres qui sont des substituts de larmes (« larmes artificielles »), de types larmes à viscosité accrue, sans conservateur (tout conservateur aggraverait la sécheresse). Il existe plusieurs types de substituts lacrymaux selon leur composition : polymères, celluloses, carbomères ou acide hyaluronique. Ces collyres augmentent légèrement le TBUT.
Pour les formes résistantes, un collyre anti-inflammatoire peut être proposé. Les collyres contenant de la cyclosporine ou du lifitegrast peuvent être une alternative.

### Autres
L'huile d'argousier per os, riche en oméga 7 (en), permet de lutter contre la sécheresse des yeux. Un régime riche en oméga-3 et en oméga-6 n'améliore guère les différents tests ophtalmologiques et ont une efficacité discuté sur les symptômes,. La prise de phytoestrogènes pourrait avoir un certain intérêt.
S'il s'agit d'une xérophtalmie héréditaire dans un SED, et que son stade est (très) sévère, l'utilisation de la vitamine A (le nom non scientifique du "rétinol") sous forme de pommade, est indispensable pour éviter que l'absence de rétinol vienne déséquilibrer la chaîne hormonale. C'est sur le rétinol que se forme le cholécalciférol (vitamine D3) responsable de la fixation du calcium sur les os et de crises de rachitisme s'il y a manque, et c'est sur le rétinol que se forme l'ACTH, indispensable à l'hypophyse et au bon fonctionnement du système endocrinien. Un rééquilibrage hormonal en rétinol est donc vital dans le cadre d'un syndrome sec de ce type. La pommade vitamine A est aussi utilisée pour prévenir ou guérir les lésions entrainées par les ulcères ayant mal cicatrisé.